# MK PZKO Wędrynia
MK PZKO Wędrynia – miejscowe koło Polskiego Związku Kulturalno-Oświatowego znajdujące się naprzeciwko kościoła parafialnego pw. św. Katarzyny w Wędryni. Od założenia koła członkowie spotykają się w budynku zwanym Czytelnia.

## Historia budynku Czytelnia
W 1920 r. członkowie stowarzyszenia Czytelnia Katolicka rozpoczęli budowę własnego domu, który byłby przeznaczony do spotkań.
W 1924 r. zakończono budowę i poświęcono dom.
W 1931 r. dobudowano piętrowy obiekt, w którym znajdowała się biblioteka, sala zebrań i gospoda.
Podczas II wojny światowej Czytelnia została zamknięta.
W 1945 r. budynek zostaje majątkiem gminy Wędryni.
16 listopada 1947 roku powstało koło PZKO we Wędryni. Wybrano wtedy pierwszy zarząd koła, którego przewodniczącym stał się dyrektor szkoły Adolf Pytlik. Kilka miesięcy później gmina przekazuje budynek MK PZKO we Wędryni.
W 1975-76 r. przebiegł remont generalny Czytelni i zaczęto budować przybudówkę.
W 1990 r. został utworzony Zarząd Czytelni Katolickiej, a w 1998 r. urząd powiatowy we Frydku-Mistku przekazał budynek Czytelni Stowarzyszeniu Czytelni Katolickiej.
W 2002 r. Stowarzyszenie Czytelni Katolickiej ofiaruje Czytelnię MK PZKO Wędrynia.
W 2020 r. członkowie Tadeusz Farny, Roman Zemene, Ivo Goryl, Janusz Ondraszek, Stanisław Biłko i Bogdan Iwanuszek rozpoczęli działania, które mają na celu modernizację budynku.
W 2021 roku uzyskano pieniądze i rozpoczęto pierwsze prace przygotowawcze.

## Działalność
W pierwszych latach istnienia koła rozpoczął działalność chór mieszany, który liczył około 40 osób. Nieco później powstał także kwartet męski. 
W 1953 roku, z inicjatywy nauczyciela Kadłubca, został założony zespół taneczny, w którego repertuarze znalazły się tańce ludowe i polskie tańce narodowe. Niestety kilka lat później zespół zawiesił działalność. 
Do 1971 roku działał również Klub Młodych.
W 1970 roku rozpoczął działalność Klub Kobiet a pierwszą przewodniczącą Klubu została Danuta Kujawa. Klub organizuje Smażenie jajecznicy pod Praszywą, różne wystawy i wyjazdy. Obecnie liczy około 20 członkiń.

26 października 1983 roku rozpoczął działalność także Klub Seniora, który liczył wtedy około 160 członków. Obecnie Klub liczy około 60 członków. Klub organizuje liczne spotkania ze znanymi osobami, pokazy filmowe, prelekcje i mnóstwo wycieczek. 

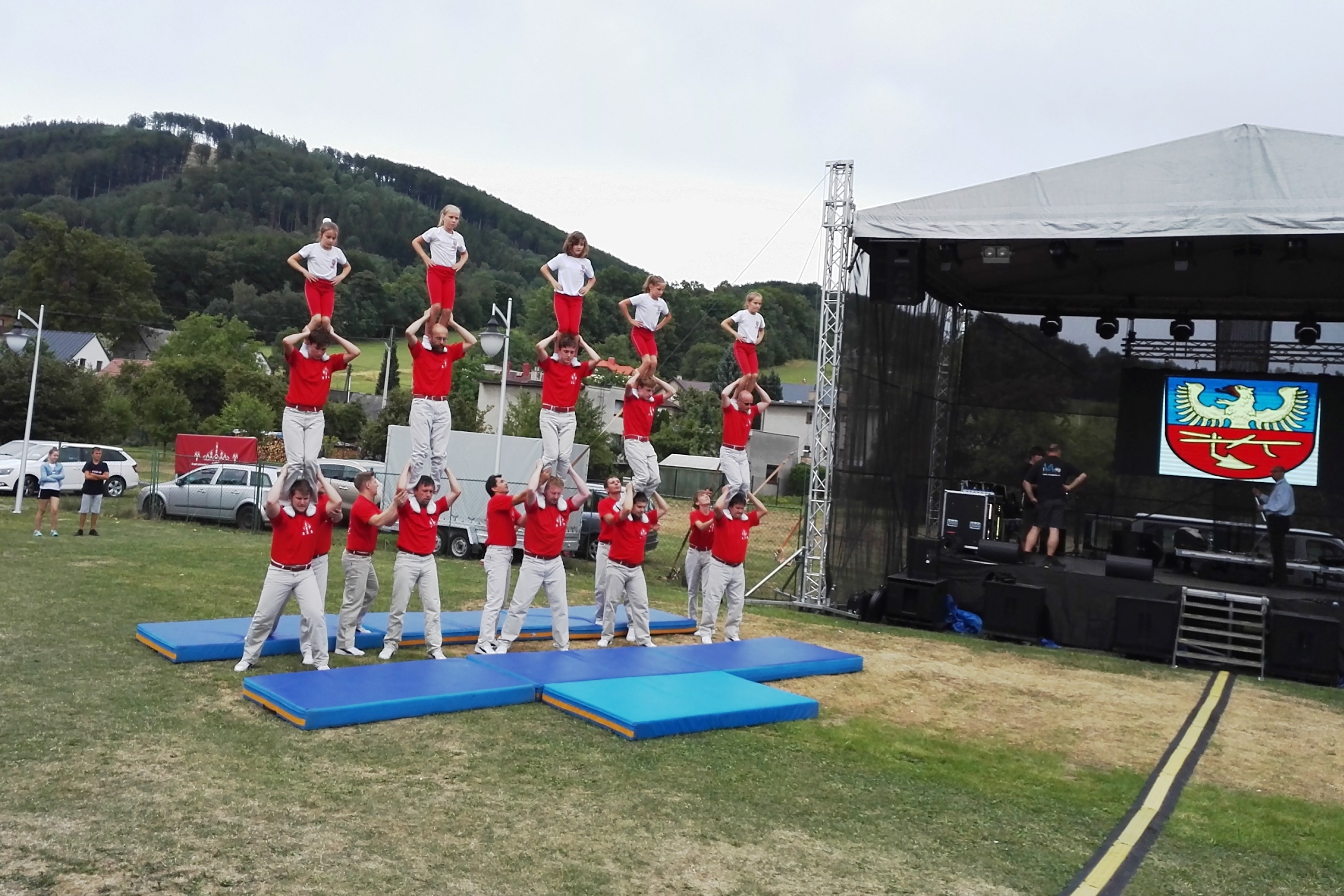
Gimnaści wędryńscy występujący w Ligotce Kameralnej (2019)

Obecnie organizacja miejskiego koła zrzesza około 500 członków. Organizowane są coroczne bale ostatkowe, tzw. „Stawiani moja”, czy różne spotkania i wyjazdy.

### Teatr amatorski im. Jerzego Cienciały
Do grona koła PZKO należy teatr amatorski, którego pierwszy występ odbył się 20 maja 1906 roku a w 1953 roku teatr rozpoczął działalność w imieniu PZKO, pierwszym kierownikiem Sekcji Teatralnej PZKO został Władysław Lasowa a pierwszym reżyserem Albin Kulhanek. Teatr działa do dzisiaj i jest laureatem mnóstwa wyróżnień.

### Zespół gimnastyczno-artystyczny „Gimnaści”
Do koła należy także Zespół gimnastyczno-artystyczny „Gimnaści”, który został założony w 1905 roku przez nauczycieli Jagiełłę i Wojnara i należał do Klubu sportowego „Sokół”. Po rozwiązaniu „Sokoła” w latach 50. działalność sportową zaczęto prowadzić w ramach działalności MK PZKO Wędrynia. Zespół występował na licznych konkursach międzynarodowych. Obecnie „Gimnaści” liczą około 30 członków.

## Prezesi MK PZKO Wędrynia
- Adolf Pytlik
- Franciszek Kufa
- Eugeniusz Ciahotny
- Paweł Cymorek
- inż. Jan Szpyrc
- Władysław Gałuszka
- Józef Kaszper
- Karol Lazar
- ponownie Józef Kaszper
- Franciszek Szuścik
- Janusz Sikora
- Bogusław Raszka[4]